# Combattimento di Frohnhofen
Il combattimento di Frohnhofen ebbe luogo il 13 luglio 1866 nel contesto della campagna al Meno dell'esercito prussiano nella guerra austro-prussiana. La 26ª brigata di fanteria prussiana respinse gli attacchi della 3ª divisione (dell'Assia) dell'VIII corpo federale de la Confederazione tedesca. Si assicurò così il valico sullo Spessart e creò condizioni favorevoli per il giorno seguente, portando al combattimento di Aschaffenburg per la traversata del fiume Meno.